# Казе ла Баса (Венеција)
Казе ла Баса (итал. Case la Bassa) је насеље у Италији у округу Венеција, региону Венето.
Према процени из 2011. у насељу је живело 17 становника. Насеље се налази на надморској висини од 6 м.